# Nathalie Alexeief-Darsène
Nathalie Alexeief-Darsène (ou Nathalie Alexeeff) est une actrice française d'origine russe, née à Saint-Pétersbourg le 20 décembre 1889 et morte à Ville-d'Avray le 6 mai 1973.

## Filmographie
- 1936 : Les Bas-fonds de Jean Renoir : Anna
- 1937 : La Dame de pique de Fédor Ozep : une servante
- 1938 : Prison sans barreaux de Léonide Moguy
- 1941 : Boléro de Jean Boyer
- 1942 : Dernier Atout de Jacques Becker
- 1946 : Dernier refuge de Marc Maurette
- 1948 : Alice au pays des merveilles de Lou Bonin, Marc Maurette et Dallas Bower
- 1950 : Coups de chapeau de Christian Stengel : l'héritière